# Tessaromma tristis
Tessaromma tristis là một loài bọ cánh cứng trong họ Cerambycidae.